# Ван Зандт, Таунс
Таунс Ван Зандт (англ. John Townes Van Zandt, 7 марта 1944 года — 1 января 1997 года) — американский автор-исполнитель кантри и фолка.
Как исполнитель Ван Зандт имел ограниченный успех — он никогда не попадал в чарты Billboard, издавался на маленьких лейблах и выступал в скромных клубах и кофейнях под аккомпанемент собственной гитары. На протяжении карьеры его сопровождали также личные проблемы — артист боролся с депрессией, алкогольной и наркотической зависимостью. Вместе с тем, он был широко признан как один из лучших кантри- и фолк-исполнителей поколения. Продолжая традиции странствующих музыкантов вроде Вуди Гатри и Рамблин Джека Эллиота, он вёл кочевой образ жизни, но имел статус культовой фигуры и непререкаемого авторитета среди остальных авторов песен. Его сильное влияние на своё творчество подчёркивали Гай Кларк, Лайл Ловетт, Стив Эрл, Родни Кроуэлл, Нэнси Гриффит и многие другие.
Несмотря на отсутствие у Ван Зандта широкой популярности, некоторые его песни всё же стали знаменитыми благодаря успешным кавер-версиям. Наибольшую известность ему принесли композиции «If I Needed You» и «Pancho & Lefty», перепетые его коллегами в начале 1980-х годов. Первую сделали хитом Эммилу Харрис и Дон Уильямс, а вторую подняли на вершину кантри-чартов Вилли Нельсон и Мерл Хаггард. Всего же композиции Ван Зандта исполняли более полусотни различных артистов, среди которых Боб Дилан, Гай Кларк, Стив Эрл, Хойт Экстон, Рики Скэггс, Лайл Ловетт, Нора Джонс, Роберт Плант, Элисон Краусс, Гиллиан Уэлч и Джон Прайн. Даже такие стилистически далёкие от самого Ван Зандта группы как Cowboy Junkies и Tindersticks тоже записывали его творчество в своих альбомах.
Артист посвящён в Зал славы авторов песен Нэшвилла (2016). Журнал Rolling Stone поставил его на позицию № 83 в своём списке «100 величайших кантри-артистов всех времён» (2017).

## Биография

### Ранние годы
Таунс Ван Зандт родился в городе Форт-Уэрт, в знаменитой техасской семье. Так, округ Ван Зандт в этом штате был назван в честь его прапрадеда — законодателя и политика Айзека Ван Зандта. Прадед по материнской линии, Джон Таунс, являлся одиним из основателей и первым деканом юридического факультета Техасского Университета. Его отец занимался нефтяным бизнесом и поэтому семья часто переезжала с места на место, пожив в Монтане, Колорадо, Иллинойсе, Миннесоте и других регионах. Данная особенность в дальнейшем определила кочевой образ жизни артиста. Детство Ван Зандта было счастливым — он играл в футбол, бейсбол и обожал разыгрывать окружающих. В девять лет Таунс увидел по телевизору выступление Элвиса Пресли в «Шоу Эда Саливана» и попросил у отца гитару на Рождество. Впоследствии он вдохновлялся творчеством Лайтнин Хопкинса, Хэнка Уильямса и Боба Дилана. Два года Ван Зандт учился в военной академии при частной школе Шаттак Сент-Мари, затем в Университете Колорадо и на подготовительных курсах юридического факультета Хьюстонского Университета.
В студенчестве Ван Зандту поставили диагноз «маниакальная депрессия с шизофреническими тенденциями». В 1964 году он бросил обучение в Университете Колорадо и отправился путешествовать по Оклахоме в тайне от родителей (предоставив декану подложное письмо об их согласии). Тогда он уже злоупотреблял алкоголем, нюхал клей и страдал депрессией, а врачи подозревали у него склонность к суициду. Узнав о «побеге», родители поместили его в психиатрическую больницу Медицинского отделения Техасского Университета. В период с апреля по июнь 1964 года его лечили там с помощью электрошоковой и инсулинокоматозной терапии. В итоге Ван Зандт начал страдать провалами в памяти и утратил воспоминания о своём детстве. По этим причинам его позднее не взяли в Военно-воздушные силы США, куда он пытался попасть на службу. На протяжении дальнейшей жизни Ван Зандт боролся с депрессией, алкогольной и наркотической зависимостью. В 1971 году он пережил почти смертельную передозировку героина. Такой жизненный опыт находил отражение и в его песнях.

### Карьера
После многолетней игры на гитаре для себя и друзей Ван Зандт в середине 1960-х годов стал выступать в клубах Хьюстона. Там он сначала слушал, а затем открывал концерты таких артистов, как Гай Кларк, Джерри Джефф Уокер, Док Уотсон и Лайтнин Хопкинс. Последний оказал сильное влияние на Ван Зандта, особенно на его гитарную технику. В связи со смертью отца в 1966 году он был вынужден бросить обучение на юридическом факультете и начать зарабатывать на жизнь музыкой. Услышав однажды вечером в Хьюстоне выступление Ван Зандта, другой техасский автор-исполнитель, Мики Ньюбури, помог ему получить в 1967 году контракт с независимым рекорд-лейблом Poppy Records в Нэшвилле. Таким образом, в 1968 году вышла дебютная работа Ван Зандта For the Sake of the Song. Пластинка была спродюсирована Джеком Клементом, который до этого работал над альбомами Джонни Кэша и Джерри Ли Льюиса.
В сотрудничестве с Poppy Records Ван Зандт выпустил следующие пять альбомов. Эти релизы содержали композиции, составившие основу его наследия и репертуара: «Waiting Around To Die», «I’ll Be Here in the Morning», «Don’t Take It Too Bad», «Lungs», «To Live’s to Fly», «Tecumseh Valley», «No Place to Fall», «If I Needed You» и «Pancho & Lefty». Наряду с Крисом Кристофферсоном Ван Зандт принадлежал к новой волне утончённых авторов песен, возникшей в 1960-х годах. В 1970-е он стал частью техасского движения аутло-кантри и тренда к возрождению хонки-тонка наряду с Гаем Кларком и Джерри Джеффом Уокером. Как и его земляки, он в равной степени испытывал влияние как хонки-тонковых традиций тоскливых баллад, так и «исповедальной» музыки авторов-исполнителей вроде Боба Дилана. Его творчеству было свойственно также выраженное блюзовое влияние, которое дополнял натужный и эмоциональный вокал. Песни Ван Зандта обычно рассказывали истории с глубоким подтекстом, одновременно отличаясь более зловещим и мрачным настроением, чем у его коллег по цеху.
В 1973 году Ван Зандт начал записывать в Нэшвилле материал для нового альбома под рабочим названием Seven Come Eleven — в частности, такие композиции как «Rex’s Blues», «No Place to Fall» и «White Freightliner Blues». Однако из-за экономических сложностей тогдашний менеджер артиста, Кевин Эггерс, не смог оплатить студийное время и услуги персонала. Из-за этого владевший студией продюсер Джек Клемент отказался отдавать ему уже готовые плёнки (они в итоге оставались невыкупленными многие годы). Кроме того, альбомы Ван Зандта продавались неважно и финансовые проблемы ударили по лейблу Poppy Records, что во многом и послужило причиной его банкротства. В конечном счёте записанные в ходе тех сессий песни увидели свет лишь в 1993 году на диске The Nashville Sessions.
С 1967 года Ван Зандт жил в Нэшвилле периодами, перемещаясь между Остином, Хьюстоном, Нью-Йорком и Крестед Бьютт. Однако в 1976 году по настоянию своего нового менеджера Джона Ломакса-третьего он перебрался в «столицу кантри» окончательно. Перейдя на лейбл Tomato Records, Ван Зандт выпустил свой первый концертник — Live At The Old Quarter, Houston, Texas (1977), содержавший обширную подборку его лучших песен (как шуточных, так и более серьёзных), а также блюзовые каверы. В следующем году появилась очередная студийная работа Ван Зандта — Flying Shoes (1978), спродюсированная Чипсом Моманом, работавшим десятилетием ранее в Мемфисе с Элвисом Пресли. После этого Ван Зандт не записывал студийные работы на протяжении девяти лет, но тем не менее продолжал активно гастролировать. На короткое время он переселился в Техас, но в середине 1980-х годов вернулся в Нэшвилл. В этот период его песни начали получать успех благодаря кавер-версиям, которые записывали Мерл Хаггард и Вилли Нельсон, Эммилу Харрис, Нэнси Гриффит и Джимми Дейл Гилмор.
В 1987 году на лейбле Sugar Hill наконец вышел новый альбом Ван Зандта — At My Window. Его голос к тому моменту стал более низким, но сохранил фирменное потрёпанное, словно отражающее усталость после долгого пути, звучание. Незадолго до релиза почитатель и друг певца, Стив Эрл, сделал известное заявление о том, что Ван Зандт — лучший автор песен на свете, выразив также готовность «забраться в своих ковбойских сапогах на кофейный столик Боба Дилана и повторить сказанное». Стикеры с данной цитатой появились на обложке альбома, и в итоге она разошлась по СМИ и с тех пор часто приводится в статьях о Ван Зандте. Сам он отреагировал на это с юмором: «Я пересекался с телохранителями Боба Дилана. Если Стив Эрл думает, что сможет забраться на его кофейный столик, то он жестоко заблуждается». Эрл позже скорректировал своё заявление, сказав что считает Дилана и Ван Зандта авторами одного порядка.
В 1990 году Ван Зандт гастролировал с группой Cowboy Junkies и написал для неё песню «Cowboy Junkies Lament». В ответ команда посвятила ему трек «Townes Blues». В 1994 году артист выпустил свой последний альбом — No Deeper Blue, записанный в Ирландии с местными музыкантами.

### Успех
Ван Зандт получил ограниченный коммерческий успех, в том числе из-за личных проблем, непостоянного менеджмента, недостатка продвижения и дистрибуции его альбомов, выходивших на маленьких независимых лейблах. Кроме того, он не стремился писать популярный материал и опирался на собственные представления о музыке и поэзии.
Артист был широко почитаем и востребован как автор песен своими коллегами, многие из которых сами являлись признанными сочинителями. Среди них Гай Кларк, Вилли Нельсон, Эммилу Харрис, Стив Эрл, Нэнси Гриффит, Боб Дилан, Роберт Плант, Лайл Ловетт, Нора Джонс и Розанна Кэш. За характерную образность текстов, сравнимую по впечатлениям с работами лучших художников-экспрессионистов, журнал Billboard назвал его «Ван Гогом поэзии». В Нэшвилле Ван Зандт имел репутацию эталона для других авторов песен, а в Техасе — неформального поэта-лауреата этого штата. Между тем собственные записи артиста никогда не попадали в чарты Billboard. Широкую известность он получил благодаря кавер-версиям его песен «If I Needed You» и «Pancho & Lefty». Став кантри-хитами в первой половине 1980-х годов в исполнении коллег Ван Зандта, они в итоге оказались наиболее знаменитыми его работами за пределами музыкальных кругов.
В 1968 году выступление Ван Зандта в клубе Gerde’s Folk City увидела Эммилу Харрис и была поражена выразительностью его поэзии и манерой пения, напомнившей ей вокал Хэнка Уильямса. В 1976 году она первой среди «больших» артистов записала кавер-версию песни Ван Зандта — это была «Pancho & Lefty». В 1981 году её интерпретация «If I Needed You» дуэтом с Доном Уильямсом заняла строчку № 3 в Hot Country Songs, обеспечив таким образом творчеству Ван Зандта первый успех в чартах. Позднее «Pancho & Lefty» в исполнении Харрис услышал Вилли Нельсон — пластинку с песней артисту дала его дочь Лана. Вдохновившись этой композицией, Нельсон вместе с Мерлом Хаггардом записал её в качестве заглавного трека для их совместной пластинки. В итоге версия Нельсона и Хаггарда в 1983 году заняла вершину Hot Country Songs. Сам Ван Зандт сыграл в клипе на неё эпизодическую роль капитана мексиканской полиции. Хотя именно эти две композиции стали его самыми известными, другие песни Ван Зандта записывали более 50 различных артистов. В то же время, по причине уникальной подачи самого Ван Зандта, его творчество остаётся достаточно сложным для интерпретации другими исполнителями.

### Смерть
В 1996 году за пять-шесть дней до Рождества Ван Зандт в своём доме в пригороде Нэшвилла сломал бедро, упав на бетонной лестнице. Вопреки советам родных и коллег, он почти две недели не обращался к врачу. Вместо госпиталя Ван Зандт отправился в Мемфис, где работал в студии над новым проектом со Стивом Шелли из коллектива Sonic Youth и группой Two Dollar Guitar. Однако рекорд-сессии в итоге продлились три дня и были прерваны музыкантами и персоналом под предлогом технических неполадок, а певец под давлением бывшей жены Дженн всё же поехал в больницу. Получив с неё обещание не оставлять его там, а забрать домой, он согласился на операцию. В результате после процедуры, вопреки рекомендациям врачей остаться в стационаре и пройти алкогольную детоксикацию, Ван Зандт был выписан по требованию Дженн. В тот же день, 1 января 1997 года, он умер у себя дома от сердечного приступа в возрасте 52 лет. По совпадению в эту же дату много лет назад скончался Хэнк Уильямс, с которым Ван Зандта иногда сравнивают как в плане творческого, так и жизненного пути.
В декабре 1997 года Джек Клемент, Лайл Ловетт, Родни Кроуэлл, Эммилу Харрис, Вилли Нельсон, Гай Кларк, Нэнси Гриффит, Стив Эрл, Питер Роуэн, а также Джон Ван Зандт (старший сын певца), сыграли в память о нём специальный концерт, показанный в марте 1998 года в эфире телешоу Austin City Limits. В 2000-е годы интерес к творчеству и жизни Ван Зандта возобновился и в результате впервые были изданы его редкие студийные работы 1960-х и 1970-х годов, концертные выступления, а также выпущены документальные фильмы и книги о нём. Неугасающий интерес к творчеству Ван Зандта отражали и интерпретации его песен другими артистами, например, дуэт Элисон Краусс и Роберта Планта «Nothin'», равно как и трибью-альбомы, наиболее известным из которых стал Townes (2009) Стива Эрла. Последний является одним из самых лояльных последователей артиста, регулярно исполняя и записывая его материал вроде «Tecumseh Valley» и «White Freight Liner Blues». Помимо известного заявления о превосходстве Ван Зандта над Бобом Диланом, он также отличился тем, что назвал в его честь своего сына.

## Личная жизнь
Таунс Ван Зандт был трижды женат и разведён (его супруги: Фрэн Питтерc, Синди Морган, Дженн Манселл). У него трое детей: Джон от первого брака, а также Кэти и Уильям от третьего брака — все носят его фамилию.
Ван Зандт был лучшим другом и соратником по творчеству Гая Кларка и его жены Сюзанны Кларк, которая регулярно звонила Ван Зандту по утрам, чтобы вдохновить его. Также он был шафером на их свадьбе и после этого восемь месяцев жил у них дома.

## Награды и почести
- Премия Americana Music Honors & Awards в номинации President’s Award (2007)[48]
- Посвящение в Зал славы Austin City Limits (2015)[49]
- Позиция № 2 в списке «100 лучших авторов песен, упущенных Rolling Stone» газеты The Telegraph (2016)[50]
- Посвящение в Зал славы авторов песен Нэшвилла (2016)[51]
- Позиция № 83 в списке «100 величайших кантри-артистов всех времён» журнала Rolling Stone (2017)[10]

## Дискография
| Студийные альбомы - For the Sake of the Song (1968) - Our Mother the Mountain (1969) - Townes Van Zandt (1969) - Delta Momma Blues (1971) - High, Low and In Between (1972) - The Late Great Townes Van Zandt (1972) - Flyin' Shoes (1978) - At My Window (1987) - No Deeper Blue (1994) Перезапись, демо, неизданное - The Nashville Sessions (1993) [неизданное 1973 года] - A Far Cry From Dead (1999) [перезапись 1989—1996 годов] - In the Beginning (2003) [демозаписи 1967 года] - Sunshine Boy: The Unheard Studio Sessions & Demos 1971—1972 (2013) - Sky Blue (2019) [демозаписи 1973 года] Совместные альбомы Texas Rain (2001, с Вилли Нельсоном, Эммилу Харрис и другими) [запись 1990-х годов] | Концертные альбомы - Live at the Old Quarter (1977) [запись 1973 года] - Live and Obscure (1989) [запись 1985 года] - Rain on a Conga Drum: Live in Berlin (1991) - Rear View Mirror (1993) [запись 1979 года] - Roadsongs (1994) - Abnormal (1996) - The Highway Kind (1997) - Documentary (1997) [концертные записи + интервью] - In Pain (1999) [запись 1994/1996 года] - Together at the Bluebird Café (2001, с Гаем Кларком и Стивом Эрлом) [запись 1995 года] - Live at McCabe (2001) [запись 1995 года] - A Gentle Evening with Townes Van Zandt (2002) - Absolutely Nothing (2002) [запись 1994/1996 года] - Acoustic Blue (2003) - Live at the Jester Lounge, Houston, Texas, 1966 (2004) - Rear View Mirror, Volume 2 (2004) [запись 1978/79 года] - Live at Union Chapel, London, England (2005) [запись 1994 года] - A Private Concert (2005) [запись 1998 года] Концертное видео - Houston 1988: A Private Concert (2004) - Townes Live in Amsterdam (2008) [съёмка 1991 года] |

## Материалы
Литература
- Atkinson, Brian T. I'll Be Here in the Morning: The Songwriting Legacy of Townes Van Zandt (англ.). — Texas A&M University Press, 2012. — 250 p. — ISBN 9781603445269.
- Carlin, Richard. Van Zandt, Townes // Country Music: A Biographical Dictionary (англ.). — Routledge, 2003. — P. 413—414. — 497 p. — ISBN 0-415-93802-3.
- Corcoran, Michael. Townes Van Zandt // All Over the Map: True Heroes of Texas Music (англ.). — University of North Texas Press, 2017. — P. 74—80. — 321 p. — ISBN 9781574416688.
- Country Music Hall of Fame and Museum. Townes Van Zandt // The Encyclopedia of Country Music (англ.) / Paul Kingsbury, Michael McCall, and John W. Rumble. — Second Edition. — Oxford University Press, 2012. — P. 536. — 626 p. — ISBN 978-0-19-539563-1.
- Flippo, Chet. Songwriter's Songwriter Townes Van Zandt Dies (англ.) // Billboard : Magazine. — 1997. — 18 January (vol. 109, no. 3). — P. 9, 89. — ISSN 0006-2510.
- Hardy, Robert Earl. A Deeper Blue: The Life and Music of Townes Van Zandt (англ.). — University of North Texas Press, 2008. — 300 p. — ISBN 978-1-57441-247-5.
- Kruth, John. To Live's to Fly: The Ballad of the Late, Great Townes Van Zandt (англ.). — Da Capo, 2007. — 326 p. — ISBN 0-306-81553-2.
- Larkin, Colin. Van Zandt, Townes // The Encyclopedia of Popular Music (англ.). — 5th Concise Edition. — Omnibus Press, 2007. — P. 1440—1441. — 1600 p. — ISBN 9781846098567.
- Malone, Bill C.; Laird, Tracey. Country Music USA: 50th Anniversary Edition (англ.). — University of Texas Press, 2018. — P. 461—462. — 748 p. — ISBN 978-1-4773-1535-4.
- Wolff, Kurt. Townes Van Zandt // Country Music: The Rough Guide (англ.). — Rough Guides, 2000. — P. 379—381. — 596 p. — ISBN 1-85828-534-8.

Фильмы
- Szalapski, James (1981). Heartworn Highways (DVD).
- Brown, Margaret (2004). Townes Van Zandt: Be Here to Love Me (DVD).

## Комментарии
1. ↑  Источники расходятся относительно места смерти — в одних указывается город Маунт-Джульет[1][2][3], в других — город Смирна[4][5][6]